# Marek Janowski
Pour les articles homonymes, voir Janowski.

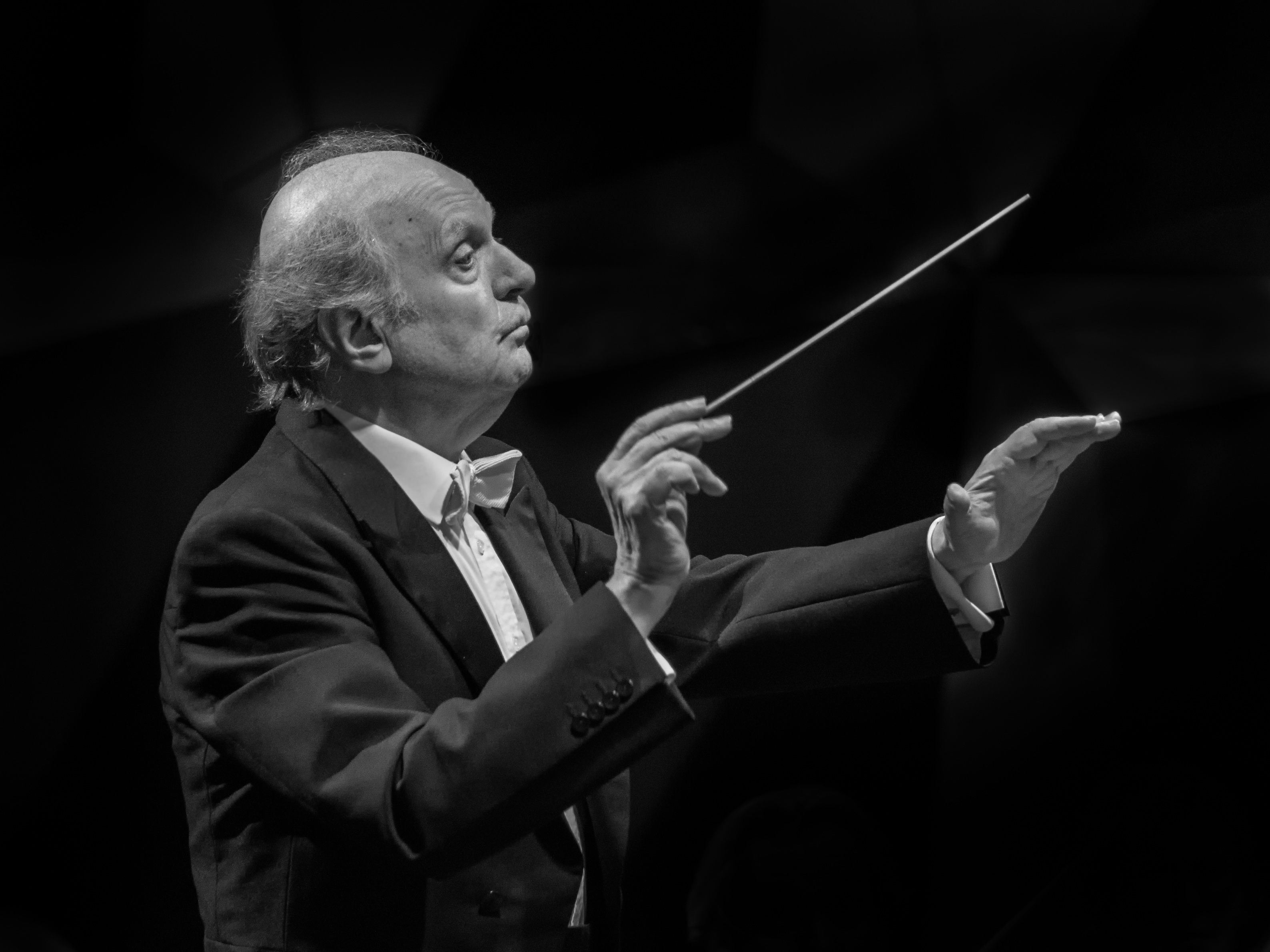
Marek Janowski en 2016.

Marek Janowski, né le 18 février 1939 à Varsovie, est un chef d'orchestre allemand d'origine polonaise.

## Biographie
Marek Janowski a grandi et a été élevé en Allemagne. Il a commencé une carrière artistique comme chef de chœur et chef d'orchestre à Aix-la-Chapelle, Cologne, Düsseldorf et Hambourg et comme directeur général de la musique à Fribourg-en-Brisgau (1973-75) et Dortmund (1975-79). De 1986 à 1990, parallèlement à son travail en France il a été chef d'orchestre principal de l'orchestre Gürzenich à Cologne. De 1997 à 1999, il a été également chef d'orchestre invité permanent du Deutsches Symphonie-Orchester Berlin.
Alors qu'il officiait à Dortmund, Janowski se produisait régulièrement à l'étranger dans les opéras et les salles de concert. Entre le Metropolitan Opera de New York et l'Opéra national de Vienne en Autriche, entre Chicago et Paris, entre Munich, Hambourg et Berlin, il n'y a pas un opéra de renommée mondiale où il n'a pas été régulièrement invité à la fin des années 1970. Dans les années 1990, Janowski s'est éloigné de l'opéra pour se concentrer davantage sur le domaine du concert. Depuis plus de 20 ans, il impressionne de façon toujours renouvelée le public des orchestres philharmoniques et symphoniques les plus en vue dans le monde.
De nombreux enregistrements témoignent de la qualité de sa direction. Son enregistrement de l'intégrale du cycle de Richard Wagner Der Ring des Nibelungen avec le Staatskapelle de Dresde est mondialement reconnu comme l'un des plus intéressants jamais réalisé. Au cours de ces dernières années, ses enregistrements ont été couronnés par de nombreux prix.
En 1999, Marek Janowski accepta pour la première fois une invitation du Rundfunk-Sinfonieorchester Berlin. À l'automne 2002, il dirigea un cycle Robert Schumann en cinq parties. En 2000, il avait réalisé avec cet orchestre le premier enregistrement complet de l'opéra de Paul Hindemith Die Harmonie der Welt (L'harmonie du monde) (label WERGO, décembre 2002). Cet enregistrement a été distingué par les prix Echo Klassik (2003), le Grand prix du disque de l’Académie Charles Cros (2003) et le Cannes Classical Award (2004). Le premier enregistrement de Janowski avec le Rundfunk-Sinfonieorchester Berlin (des Lieder de Richard Strauss chantés par Soile Isokoski) est paru en février 2002 (sous le label finnois ONDINE) et a été distingué par un Gramophone Award en octobre 2002.
De 2002 à 2015, Marek Janowski est directeur artistique du Rundfunk-Sinfonieorchester Berlin. Il dirige également depuis 2000 l'Orchestre philharmonique de Monte-Carlo et a pris en charge à l'automne 2005 la direction de l'Orchestre de la Suisse romande à Genève, jusqu'en automne 2012 (Neeme Järvi, successeur désigné). De 1984 à 2000, il a été directeur musical de l'Orchestre philharmonique de Radio France et en a fait l'un des orchestres français les plus renommés sur la scène internationale. De 2001 à 2003, il a également dirigé l'Orchestre philharmonique de Dresde.
Il a enregistré pour le label Pentatone l'intégrale des dix grands opéras de Wagner avec le Rundfunk-Sinfonieorchester en version concert à la philharmonie de Berlin de 2010 à 2013.

## Film
- Une leçon particulière, de Claude Mouriéras, conception Olivier Bernager et François Manceaux (1987).